# Kaylee Oscarson
Kaylee Oscarson (* 3. Oktober 2000 in Fort Lauderdale) ist eine US-amerikanische Volleyballspielerin.

## Karriere
Oscarson begann ihre Karriere an der Jensen Beach High School. Von 2019 bis 2021 studierte sie an der Stetson University und spielte in der Universitätsmannschaft Hatters. Anschließend setzte sie ihr Studium an der Middle Tennessee State University fort, wo sie für die Blue Raiders spielte. Nach ihrem Studium war die Mittelblockerin in Peru beim Club de Regatas Lima aktiv. 2024 wurde Oscarson vom deutschen Bundesligisten Schwarz-Weiss Erfurt verpflichtet.